# Sesto Ulteriano
Sesto Ulteriano (Sèst Ulteràn in dialetto milanese) è una frazione della città lombarda di San Giuliano Milanese.

## Storia
La località è un borgo agricolo di antica origine sede di una parrocchia dedicata a San Marziano. Nell'ambito della suddivisione in pievi del territorio milanese, apparteneva alla pieve di San Giuliano, e confinava con Chiaravalle a nord, Civesio ad est, Rancate e Videserto a sud, e Locate e Poasco ad ovest. Al censimento del 1751 la località fece registrare 410 residenti.
In età napoleonica, nel 1805, la popolazione era salita a 426 unità, che divennero 443 nel 1809. Nel 1811 Sesto Ulteriano fu aggregata a Viboldone, recuperando l'autonomia nel 1816 dopo la costituzione del Regno Lombardo-Veneto. Al censimento del 1853 il Comune di Sesto Ulteriano fece contare 648 abitanti, a quello del 1861 il numero era salito a 746.
Nel 1869 il comune di Sesto Ulteriano venne aggregato definitivamente al comune di  Viboldone, il quale nel 1893 assunse la denominazione di San Giuliano Milanese.
Fra Sesto Ulteriano e Civesio è sorta una vasta zona industriale e commerciale, favorita dalla presenza dell'uscita San Giuliano Milanese dell'autostrada del Sole.

## Monumenti e luoghi d’interesse

### Architetture religiose
La Chiesa di San Marziano è sede di una parrocchia pluri-centenaria.